# Neanotis wightiana
Neanotis wightiana är en måreväxtart som först beskrevs av Nathaniel Wallich, Robert Wight och George Arnott Walker Arnott, och fick sitt nu gällande namn av Walter Hepworth Lewis. Neanotis wightiana ingår i släktet Neanotis och familjen måreväxter. Inga underarter finns listade i Catalogue of Life.